# 50 Ways to Leave Your Lover
 (février 2017).
Si vous disposez d'ouvrages ou d'articles de référence ou si vous connaissez des sites web de qualité traitant du thème abordé ici, merci de compléter l'article en donnant les références utiles à sa vérifiabilité et en les liant à la section « Notes et références ».
Singles de Paul Simon
Gone at Last Still Crazy After All These Years
50 Ways to Leave Your Lover est une chanson de Paul Simon, issue de son album studio Still Crazy After All These Years, sorti le  25 octobre 1975. Le morceau est par la suite sorti en single sous le label Columbia Records.
Écrite après le divorce de Paul Simon et de sa première femme Peggy Harper, cette chanson est une série de conseils donnés à un homme pour mettre fin à une relation amoureuse. Le titre du morceau se traduit par « 50 façons de quitter son amoureux ». Le batteur Steve Gadd a composé le rythme de batterie, donnant au morceau la couleur d'une musique militaire.
Dans la version du single, les chœurs sont chantés par Patti Austin, Valerie Simpson et Phoebe Snow.

## Reprises
Cette chanson a été reprise en français par Michel Delpech, sous le titre Trente manières de quitter une fille, en 1979 sur son album 5000 kilomètres. Elle apparaît par la suite dans ses albums live Tout Delpech à l'Olympia (1993), Ce lundi-là au Bataclan (2005) et Live au Grand Rex (2007).
La mélodie sera reprise par Eminem en 1997 sur son album The Slim Shady EP avec la chanson Murder, Murder.
Le pianiste de jazz Brad Mehldau a repris cette chanson sur son album Day Is Done, sorti en 2005.
En 2008, le rappeur/chanteur Kid Cudi reprendra la chanson en modifiant les paroles pour donner le morceau 50 Ways to Make a Record sur sa mixtape A Kid Named Cudi.